# Aben Aboo
Aben Abou, o Abén Aboo, detto El Reyecillo (anche menzionato come Diego Lopéz e Hernando Abenabó y Abencillo in spagnolo, e in arabo come ‘Abd Allāh Ibn Abū) (Mecina de Bombaron, XVI secolo – Bérchules, 15 marzo 1571), è stato un leader della rivolta dei moriscos in Spagna.

## Biografia
Ricco possidente terriero e imparentato con i signori di Válor, Hernando Abenabó y Abencillo discendeva da una famiglia dell'élite di origine musulmana che aveva accettato di convertirsi al cristianesimo dopo la conquista di Granada da parte dei Re cattolici di Spagna, ricevendo in cambio concessioni e titoli nobiliari.
Egli si mise a capo della rivolta dei moriscos dopo l'assassinio del leader originale, suo cugino Abén Humeya, nel 1569, da parte di fazioni interne alla rivolta insofferenti al crescente dispotismo di quest'ultimo. Assunta la conduzione della rivolta, venne a sua volta ucciso per denaro, su commissione del comando spagnolo, da un altro suo cugino, Gonzalo El Seniz, il 15 marzo 1571, quando ormai la rivolta stava per essere definitivamente stroncata dalle truppe di Giovanni d'Austria.
Consegnando il cadavere del cugino ai suoi mandanti, El Seniz disse: «Il pastore non ha potuto consegnare la pecora viva, consegna ora il suo vello». Il suo cadavere così oltraggiato fu esposto sulla pubblica via, venne dilaniato e la sua testa fu esposta in una cesta metallica presso una porta della città con la scritta:
La macabra esposizione rimase ivi almeno fino al 1600.